# Kościół Najświętszej Maryi Panny i św. Jacka w Klimontowie

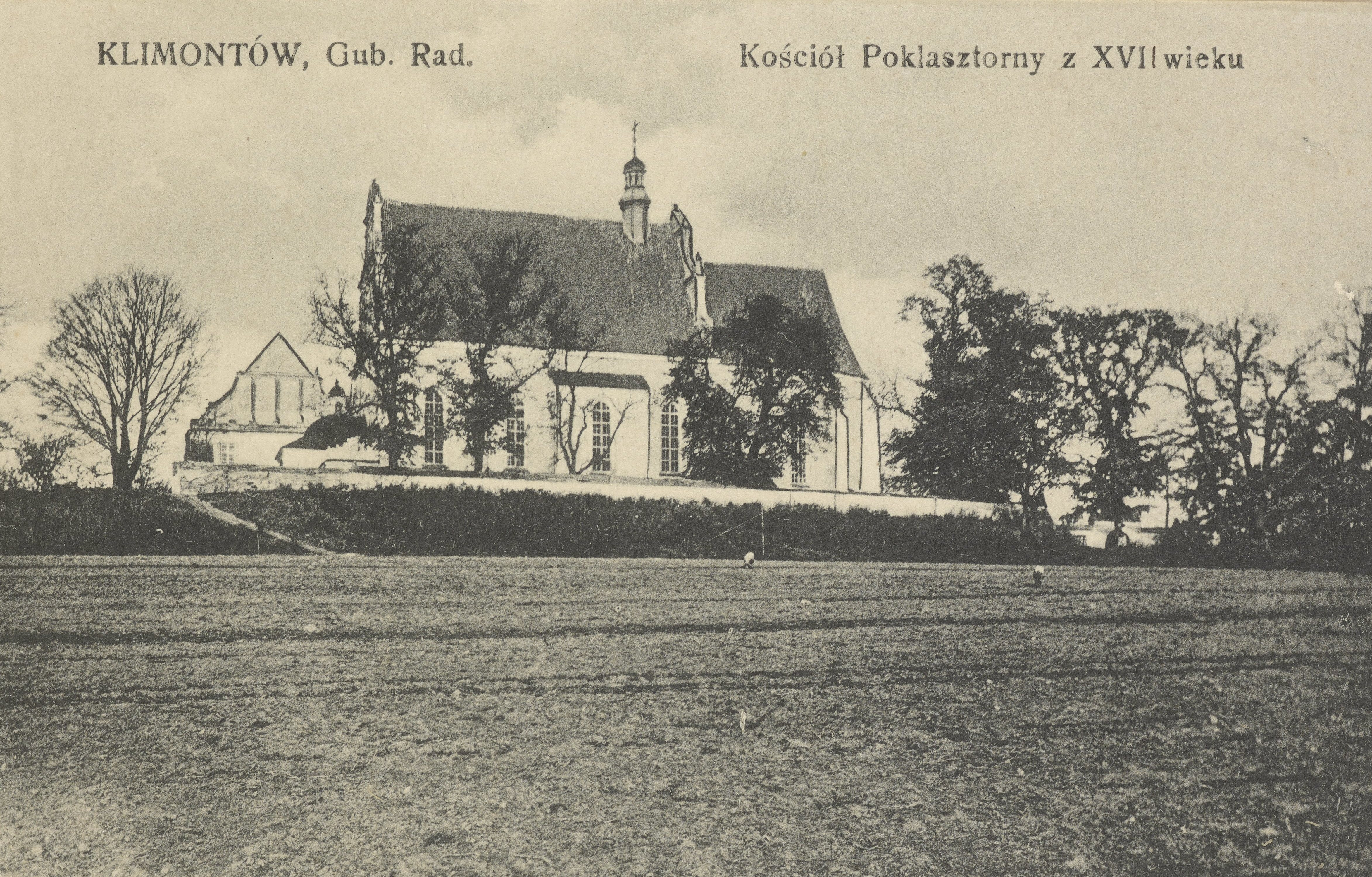
Zdjęcie kościoła sprzed 1911 r.

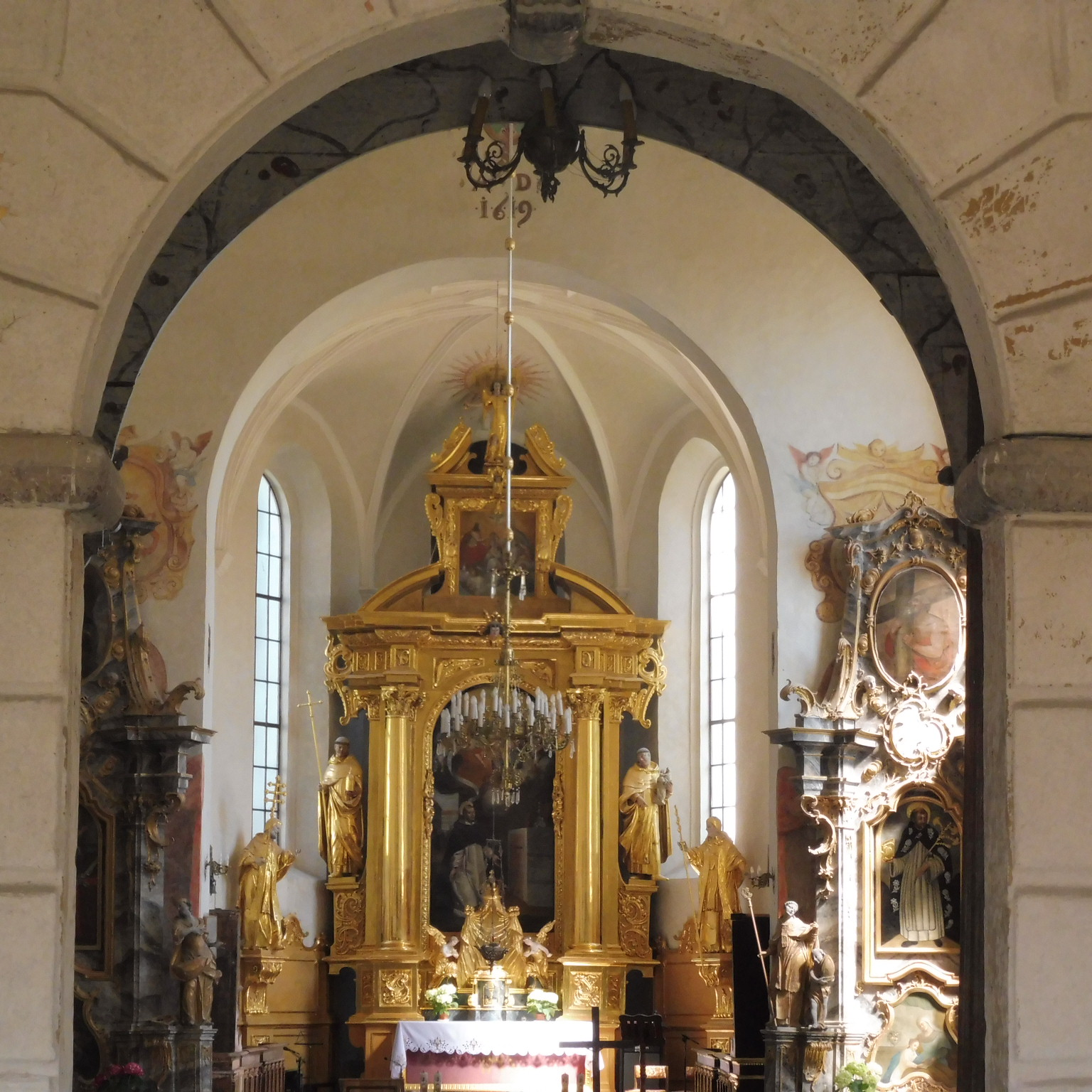
Kościół Najświętszej Maryi Panny i św. Jacka – wnętrze

Kościół Najświętszej Maryi Panny i św. Jacka w Klimontowie – podominikański kościół na terenie klasztoru w Klimontowie.
Budynek kościoła zajmuje wnętrze wielobocznej działki leżącej na wzgórzu w pn.- zach. części Klimontowa. Rzymskokatolicka świątynia ufundowana przez Jana Zbigniewa Ossolińskiego w 1613 roku. Archotektonicznie łączy formy późnogotyckie, manierystyczne i wczesnobarokowe. Pierwotnie kościół wybudowany został w stylu późnorenesansowym na bryle gotyckiej.Twórcami warsztatu muratorskiego są Gaspar i Sebastian Fodigowie, uznani włosscy artyści osiadli w Chęcinach na pocz. XVII wieku.  Po I wojnie światowej wykorzystywano budynki w celach edukacyjnych. Do 2005 roku miesiło się tam Liceum Ogólnokształcące. Dekretem biskupa sandomierskiego Andrzeja Dzięgi z dnia 31 stycznia 2006 roku podominikańska świątynia zyskała miano kościoła rektoralnego parafii św. Józefa. Kościół znajduje się na trasie Małopolskiej Drogi św. Jakuba.

## Zabytki
Ołtarz wykonany jest w stylu barokowym, nawy boczne, ambona i konfesjonały w stylu rokoko.
Ponadto w kościele znajdują się:
- malowana szafa Bractwa Różańcowego z 4 ćw. XVII w. i ołtarz św. Krzyża z ok. 1650 r. o obudowie z motywem drzewa Jessego (oba wyróżniają się rzadkim, programem ikonograficznym),
- moskiewska ikona Matki Bożej z Jezusem z ok. XIV w.
- zespół obiektów snycerki i stolarki rokokowej wykonany przez Jana Nowakowskiego z warsztatem (jednego z najlepszych działających w województwie sandomierskim w 4 ćw. XVIII – pocz. XIX wieku, naśladowców stylistyki Macieja Polejowskiego).

## Prace renowacyjne
Świątynia została poddana restauracji w 1901 r., jak również w latach 90. XX w. i na początku XXI w. W trakcie prac remontowych odkryto w 1999 r. pod posadzką kruchty doczesne szczątki członków rodu Ossolińskich, w tym fundatora klasztoru. Prowadząca od 1992 r. prace konserwatorskie Elżbieta Graboś odsłoniła m.in. gmerki budowniczych świątyni Kacpra i Sebastiana Fodygów.

## Konwent dominikański
Jan Ossoliński, chcąc odrobić straty poniesione przez Kościół na okolicznych terenach (do 1620 w Goźlicach był zbór kalwiński), podjął w 1613 r. decyzję o sprowadzeniu do Klimontowa Zakon Kaznodziejski. Po 1795 roku przemieniono budynki klasztorne na lazaret wojskowy. W 1878, po kolejnym pożarze miasta, wprowadziło się do budynku kilkanaście biednych rodzin i sąd ziemski. W budynku klasztoru żyło kilkunastu braci zakonnych.  Ostatni – Korneli Mikusiński – zmarł w 1901 r.